# Lijst van voetbalinterlands Angola - Congo-Brazzaville
Deze lijst van voetbalinterlands is een overzicht van alle officiële voetbalwedstrijden tussen de nationale teams van Angola en Congo-Brazzaville. De Afrikaanse landen speelden tot op heden elf keer tegen elkaar. De eerste ontmoeting was een kwalificatiewedstrijd voor de Afrika Cup 1982 op 17 november 1980 in Luanda. Het laatste duel, een groepswedstrijd tijdens het African Championship of Nations 2018, werd gespeeld in Agadir (Marokko) op 24 januari 2018.

## Wedstrijden
| №  | Plaats      | Datum            | Competitie                           | Wedstrijd                  | Uitslag |
| -- | ----------- | ---------------- | ------------------------------------ | -------------------------- | ------- |
| 1  | Luanda      | 17 november 1980 | Afrika Cup 1982 kwalificatie         | Angola − Congo-Brazzaville | 1 − 1   |
| 2  | Brazzaville | 30 november 1980 | Afrika Cup 1980 kwalificatie         | Congo-Brazzaville − Angola | 0 − 0   |
| 3  | Luanda      | 25 augustus 1981 | Vriendschappelijk                    | Angola − Congo-Brazzaville | 1 − 3   |
| 4  | Brazzaville | 3 april 1983     | Vriendschappelijk                    | Congo-Brazzaville − Angola | 1 − 0   |
| 5  | Brazzaville | 19 april 1987    | Vriendschappelijk                    | Congo-Brazzaville − Angola | 3 − 3   |
| 6  | Luanda      | 11 november 1990 | Vriendschappelijk                    | Angola − Congo-Brazzaville | 1 − 0   |
| 7  | Brazzaville | 22 februari 2005 | Vriendschappelijk                    | Congo-Brazzaville − Angola | 0 − 2   |
| 8  | Cabinda     | 4 april 2007     | Vriendschappelijk                    | Angola − Congo-Brazzaville | 0 − 0   |
| 9  | Luanda      | 14 november 2009 | Vriendschappelijk                    | Angola − Congo-Brazzaville | 1 − 1   |
| 10 | Estoril     | 14 november 2012 | Vriendschappelijk                    | Angola − Congo-Brazzaville | 1 − 1   |
| 11 | Agadir      | 24 januari 2018  | African Championship of Nations 2018 | Congo-Brazzaville − Angola | 0 − 0   |

## Samenvatting
| Competitie                      | Totaal gespeeld | Winst Angola | Gelijk | Winst Congo-Brazz. | Doelsaldo Angola – Congo-Brazz. |
| ------------------------------- | --------------- | ------------ | ------ | ------------------ | ------------------------------- |
| Afrika Cup-kwalificatie         | 2               | 0            | 2      | 0                  | 1 − 1                           |
| African Championship of Nations | 1               | 0            | 1      | 0                  | 0 − 0                           |
| Vriendschappelijk               | 8               | 2            | 4      | 2                  | 9 − 9                           |
| Totaal                          | 11              | 2            | 7      | 2                  | 10 − 10                         |

Wedstrijden bepaald door strafschoppen worden, in lijn met de FIFA, als een gelijkspel gerekend.
FAF · A-internationals · Bondscoaches · Statistieken · Angolees vrouwenelftal · Olympisch elftal · Angola U21 · Angola U20 · Angola U19 · Angola U18 · Angola U17
1980 – 1989 · 
1990 – 1999 · 
2000 – 2009 · 
2010 – 2019 ·
2020 − 2029
WK 2006
1977 · 
1978 · 1979 · 
1980 · 
1981 · 
1982 · 
1983 · 
1984 · 
1985 · 
1986 · 
1987 · 
1988 · 
1989 · 
1990 · 
1991 · 
1992 · 
1993 · 
1994 · 
1995 · 
1996 · 
1997 · 
1998 · 
1999 · 
2000 · 
2001 · 
2002 · 
2003 · 
2004 · 
2005 · 
2006 · 
2007 · 
2008 · 
2009 · 
2010 · 
2011 · 
2012 · 
2013 · 
2014 ·
2015 ·
2016 ·
2017 ·
2018 ·
2019 ·
2020 ·
2021 ·
2022 ·
2023 ·
2024
Algerije ·
Argentinië ·
Bahrein ·
Benin ·
Botswana ·
Burkina Faso ·
Burundi ·
Centraal-Afrikaanse Republiek ·
Comoren ·
Congo-Brazzaville ·
Congo-Kinshasa ·
Cuba ·
Egypte ·
Equatoriaal-Guinea ·
Eritrea ·
Estland ·
Ethiopië ·
Gabon ·
Gambia ·
Ghana ·
Guinee ·
Guinee-Bissau ·
Iran ·
Ivoorkust ·
Japan ·
Kaapverdië ·
Kameroen ·
Kenia ·
Lesotho ·
Letland ·
Liberia ·
Libië ·
Madagaskar ·
Malawi ·
Mali ·
Malta ·
Marokko ·
Mauritanië ·
Mauritius ·
Mexico ·
Mozambique ·
Namibië ·
Niger ·
Nigeria ·
Noord-Macedonië ·
Oeganda ·
Portugal ·
Rwanda ·
Sao Tomé en Principe ·
Saoedi-Arabië ·
Senegal ·
Seychellen ·
Sierra Leone ·
Soedan ·
Swaziland ·
Tanzania ·
Togo ·
Tsjaad ·
Tunesië ·
Turkije ·
Uruguay ·
Venezuela ·
Verenigde Arabische Emiraten ·
Zaïre ·
Zambia ·
Zimbabwe ·
Zuid-Afrika ·
Zuid-Korea
Iran (2006) ·
Mexico (2006) ·
Portugal (2006)
FCF · 
Vrouwenelftal van Congo-Brazzaville
1960–1969 ·
1970–1979 ·
1980–1989 ·
1990–1999 ·
2000–2009 ·
2010–2019 ·
2020−2029
1960 ·
1961 ·
1962 ·
1963 ·
1964 · 
1965 ·
1966 · 
1967 ·
1968 · 
1969 ·
1970 · 
1971 ·
1972 · 
1973 ·
1974 · 
1975 · 
1976 ·
1977 · 
1978 ·
1979 ·
1979 · 
1980 ·
1980 · 
1981 ·
1982 ·
1983 ·
1984 · 
1985 ·
1986 · 
1987 ·
1988 · 
1989 ·
1990 · 
1991 ·
1992 · 
1993 ·
1994 · 
1995 ·
1996 · 
1997 ·
1998 · 
1999 ·
2000 · 
2001 ·
2002 · 
2003 ·
2004 · 
2005 · 
2006 ·
2007 · 
2008 ·
2009 · 
2010 · 
2011 ·
2012 · 
2013 · 
2014 ·
2015 ·
2016 ·
2017 ·
2018 ·
2019 ·
2020 ·
2021 ·
2022 ·
2023
Algerije ·
Angola ·
Benin ·
Burkina Faso ·
Burundi ·
Canada ·
Centraal-Afrikaanse Republiek ·
Congo-Kinshasa ·
Egypte ·
Equatoriaal-Guinea ·
Ethiopië ·
Gabon ·
Gambia ·
Ghana ·
Guinee ·
Guinee-Bissau ·
Ivoorkust ·
Kaapverdië ·
Kameroen ·
Kenia ·
Liberia ·
Libië ·
Madagaskar ·
Malawi ·
Mali ·
Marokko ·
Mauritanië ·
Mauritius ·
Mozambique ·
Namibië ·
Niger ·
Nigeria ·
Noord-Korea ·
Oeganda ·
Rwanda ·
Sao Tomé en Principe ·
Saoedi-Arabië ·
Senegal ·
Sierra Leone ·
Soedan ·
Swaziland ·
Tanzania ·
Thailand ·
Togo ·
Tsjaad ·
Tunesië ·
Zambia ·
Zimbabwe ·
Zuid-Afrika ·
Zuid-Soedan